# Krzelów (gmina)
Krzelów – dawna gmina wiejska istniejąca w latach 1945–1954 i 1973–1977 w woj. wrocławskim (dzisiejsze woj. dolnośląskie). Siedzibą władz gminy był Krzelów.
Gmina Krzelów powstała po II wojnie światowej na terenie tzw. Ziem Odzyskanych (tzw. II okręg administracyjny – Dolny Śląsk). 28 czerwca 1946 gmina – jako jednostka administracyjna powiatu wołowskiego – weszła w skład nowo utworzonego woj. wrocławskiego.
Według stanu z 1 lipca 1952 gmina składała się z 15 gromad: Boraszyn, Budków, Buszkowice Małe, Gryżyce, Iwno, Konary, Kozowo, Krzelów, Łazy, Małowice, Moczydlnica Klasztorna, Orzeszków, Rajczyn, Tarchalice i Wyszęcice. Gmina została zniesiona 29 września 1954 wraz z reformą wprowadzającą gromady w miejsce gmin.
Jednostkę reaktywowano 1 stycznia 1973 w tymże powiecie i województwie. 1 czerwca 1975 gmina weszła w skład nowo utworzonego (mniejszego) woj. wrocławskiego.
1 września 1977 gmina została zniesiona a jej obszar włączony do gmin:
- Wińsko (obszary wsi Boraszyce Wielkie, Budków, Buszkowice Małe, Dąbie, Gryżyce, Iwno, Konary, Krzelów, Małowice, Moczydlnica Klasztorna, Orzeszków, Przyborów, Rajczyn i Wyszęcice),
- Wołów (obszary wsi Boraszyn i Tarchalice).